# 金沙洲珠江大桥

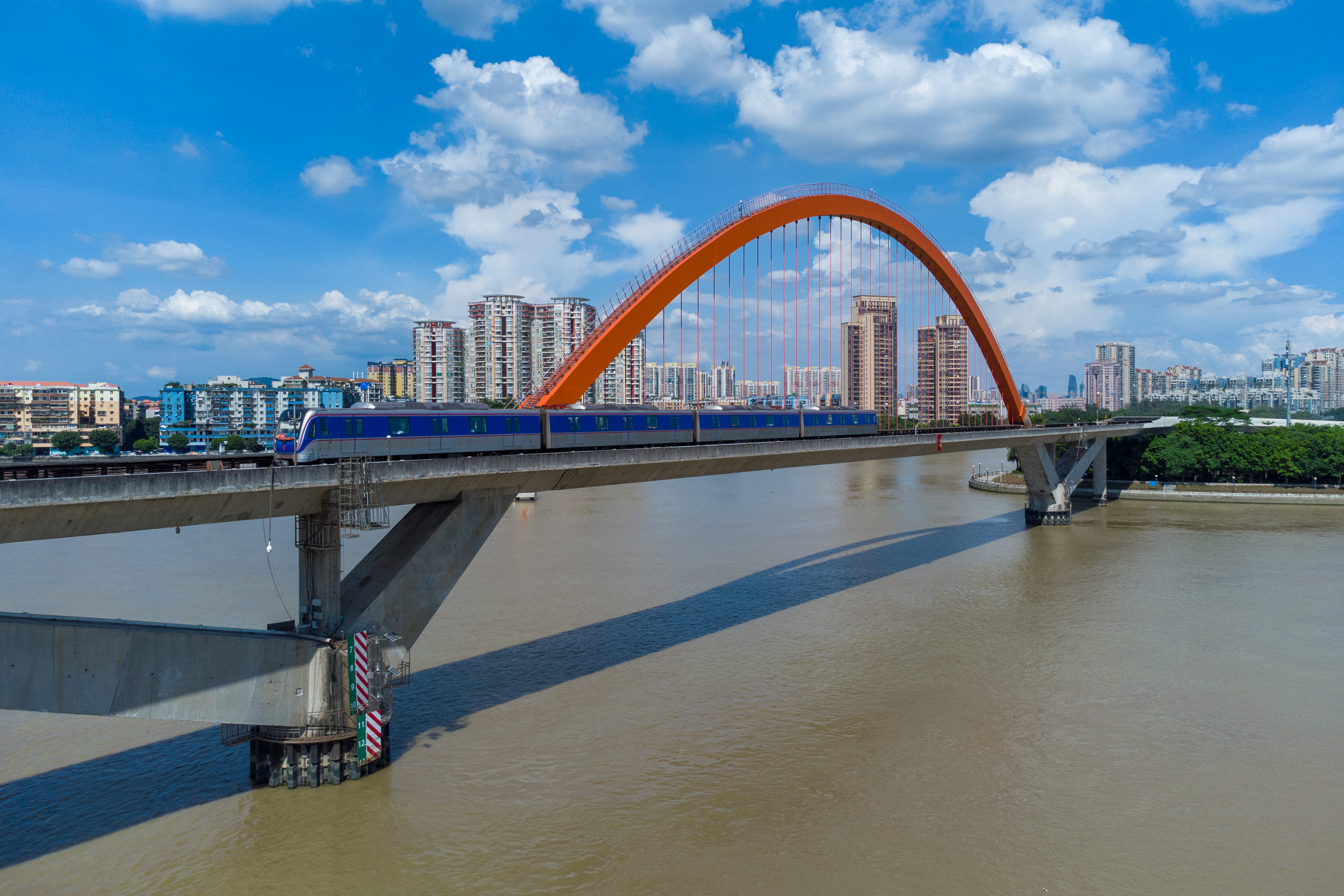
金沙洲珠江大桥

金沙洲珠江大桥，前称白沙河大桥，是广东省广州市白云区金沙洲的一座横跨珠江的拱桥。该桥属于广州地铁6号线河沙站至沙贝站区间配套工程，于2013年12月28日随6号线一期开通而正式启用。

## 基本信息
金沙洲珠江大桥跨度布置为“40m+40m+150m+40m+40m”，主体承载结构体系为组合式单肋系杆拱桥，由预应力混凝土刚构与钢系杆拱组成；梁体采用工业化节段预制预应力混凝土箱梁。